# ルスピタレート・パイオニアーズ
ルスピタレート・パイオニアーズ（カタルーニャ語: L'Hospitalet Pioners, カタルーニャ語発音: [luspitəˈlɛt pi.uˈnes]）は、スペイン・カタルーニャ州バルセロナ県ルスピタレート・ダ・リュブラガートに本拠地を置くアメリカンフットボールクラブ。リーガ・ナシオナルに所属している。

## 歴史
スペインで初めてアメリカンフットボールの試合が行われたのは1988年3月19日であるが、ルスピタレート・パイオニアーズが設立されたのも同年のことである。パイオニアーズ（先駆者）という愛称には、「スペインにおけるアメフトの先駆者」という意味が込められている。1995年にはスペインの全国リーグであるリーガ・ナシオナルが創設され、ルスピタレート・パイオニアーズも創設メンバーとなった。2000年にはコパ・デ・エスパーニャで初優勝を果たし、2005年にはリーガ・ナシオナルでも初優勝を果たした。

## タイトル
- リーガ・ナシオナル (6)

2005, 2008, 2010, 2011, 2012, 2013
- コパ・デ・エスパーニャ (9)

2000, 2005, 2006, 2008, 2010, 2011, 2012, 2013, 2014